# 4570 Runcorn
4570 Runcorn eller 1985 PR är en asteroid i huvudbältet som upptäcktes den 14 augusti 1985 av den amerikanske astronomen Edward L.G. Bowell vid Anderson Mesa Station. Den är uppkallad efter Stanley Keith Runcorn.
Asteroiden har en diameter på ungefär 3 kilometer.